# Exigibel
Exigibel (franska exigible) är ett juridiskt begrepp som betyder "som kan utkrävas, verkställas".
En exigibel fordran är en sådan, som genom utmätning kan tas från den som står i skuld, om denne inte frivilligt betalar.